# Eilema vicinula
Eilema vicinula är en fjärilsart som beskrevs av De Toulgoët 1954. Eilema vicinula ingår i släktet Eilema och familjen björnspinnare. Inga underarter finns listade i Catalogue of Life.